# سيسنا 404 تيتان
سيسنا 404 تيتان  (بالإنجليزية: Cessna 404 Titan)‏ هي طائرة نقل وشحن للشركات، تتسع لعشرة ركاب. بمحركين، أنتجت في 1976 بالولايات المتحدة. من صناعة سيسنا. كان أول طيران لها في 26 فبراير 1975. وما زالت في الخدمة حتى الآن. صنع منها 396 طائرة.

## طرازات أخرى
- سيسنا 441 كونكويست الثانية